# Дубовицкое сельское поселение
Дубовицкое се́льское поселе́ние — муниципальное образование в Малоархангельском районе Орловской области Российской Федерации.
Административный центр — село Дубовик.

## История
Статус и границы сельского поселения установлены Законом Орловской области от 12 августа 2004 года № 414-ОЗ «О статусе, границах и административных центрах муниципальных образований на территории Малоархангельского района Орловской области».

## Население
| 2010 | 2012 | 2013 | 2014 | 2015 | 2016 | 2017 |
| ---- | ---- | ---- | ---- | ---- | ---- | ---- |
| 620  | ↘589 | ↘560 | ↘540 | ↘518 | ↘500 | ↘483 |
| 2018 | 2019 | 2020 | 2021 | 2023 |      |      |
| ↘478 | ↘471 | ↘452 | ↗461 | ↘441 |      |      |

## Состав сельского поселения
| №  | Населённый пункт | Тип населённого пункта       | Население |
| -- | ---------------- | ---------------------------- | --------- |
| 1  | Архарово         | село                         | ↘160      |
| 2  | Беловский        | посёлок                      | 25        |
| 3  | Бобылёвка        | деревня                      | 32        |
| 4  | Дубовик          | село, административный центр | ↘141      |
| 5  | Залипаевка       | деревня                      | 17        |
| 6  | Мартюхино        | деревня                      | 27        |
| 7  | Мишково          | деревня                      | 46        |
| 8  | Нижнее Архарово  | деревня                      | 56        |
| 9  | Писарево         | деревня                      | 0         |
| 10 | Покровское       | деревня                      | 65        |
| 11 | Фёдоровка        | деревня                      | 40        |
| 12 | Юдино            | деревня                      | 11        |